# Matilda De Angelis
Matilda De Angelis, född 1995, är en italiensk skådespelerska och sångerska.

## Filmografi (i urval)
- 2020 – The Undoing (TV-serie)
- 2023 – Lagen enligt Lidia Poët (TV-serie)
- 2024 – Citadel: Diana (TV-serie)
- 2025 – Fuori
- 2025 – Dracula: A Love Tale

## Priser och utmärkelser
[Redigera Wikidata]